# Và một đêm với Scheherazade...
Lại một đêm với Scheherazade... (tiếng Nga: И еще одна ночь Шахерезады…) là một bộ phim thần tiên - cổ tích của đạo diễn Tahir Sabirov, ra mắt lần đầu năm 1985.
Truyện phim phỏng theo tuyển tập Nghìn lẻ một đêm của nhà văn Antoine Galland.